# Indie Game: The Movie
Az Indie Game: The Movie egy 2012-ben bemutatott dokumentumfilm, amelyet a kanadai James Swirsky és Lisanne Pajot rendezett. A film a független videójáték-tervező Edmund McMillen és Tommy Refenes a Super Meat Boy, illetve Phil Fish a Fez fejlesztése során felmerült küzdelmeit mutatja be, valamint Jonathan Blow is elmélkedik az Xbox Live Arcade-os Braid című játékának sikerén.

## Tartalmi összefoglaló
Két sikeres Kickstarter adománygyűjtés után megkezdődtek az interjúk a közösség prominens független videójáték fejlesztőivel. A több, mint 300 órás felvételt végül Swirsky és Pajot filmhosszúságúra vágta, négy kiválasztott fejlesztőre koncentrálva. A döntés hátterében az áll, hogy így az egyénenkénti történeteiken keresztül be tudják mutatni egy játék fejlesztésének „múltját, jelenét és jövőjét”.
A film bemutatja a független videójátékra jellemző szerfelett önkifejezést. McMillen az életen át tartó céljáról mesél, miszerint a munkáin keresztül szeretne kommunikálni a többiekkel. A 2008-as Aether című játékáról beszél, amely a gyermekkori magányát, idegességét és az elhagyatottság iránti félelmeit összegzi. Blow hozzáfűzi, hogy, amikor a Braiden dolgozott a „legmélyebb hibáit és gyengeségeit” kívánta viszontlátni benne. A film Fish története is szerepel, ahogy elsöprő jogi csatákba bonyolódik, ezzel megkérdőjelezve a projektjének jövőjét. Fish bemutatja a megszállott és maximalista természetét, kijelenti, hogy saját magára egyszerűen csak úgy tekint, mint „a fickóra, aki létrehozta a Fezt”.

## Fogadtatás
Az Indie Game: The Movie már a bejelentésétől fogva nagy érdeklődésre tartott számon a közösség körében. A Rotten Tomatoes weboldalon a film jelenleg 100% „friss” értékelést tudhat magáénak a kritikusok részéről, 22 beszámoló alapján. A G4TV is dicsérte a filmet, megjegyezvén, hogy az „Indie Game: The Movie mindenképpen megérdemli a rászánt idődet, mindenkinek meg kéne néznie a videójáték iparban a kiadói, a fejlesztői és a vásárlói oldalról egyaránt.” Az Ain’t It Cool News írója egyetértett a többi kritikus véleményével, hozzáfűzvén azt, hogy vannak benne győzelmek, vereségek, könnyek és mosolyok. Az Indie Game: The Movie egy kihagyhatatlan doku mindenkinek, aki játékosnak vallja magát vagy bárkinek, akit képes magával ragadni egy jó underdog-story.”
A film elnyerte a 2012-es Sundance Filmfesztivál legjobb vágás – külföldi dokumentumfilm kategória díját.